# Ammotrechula venusta
Ammotrechula venusta es una especie de arácnido  del orden Solifugae de la familia Ammotrechidae.

## Distribución geográfica
Se encuentra en Arizona y México.